# ییرژی وایش

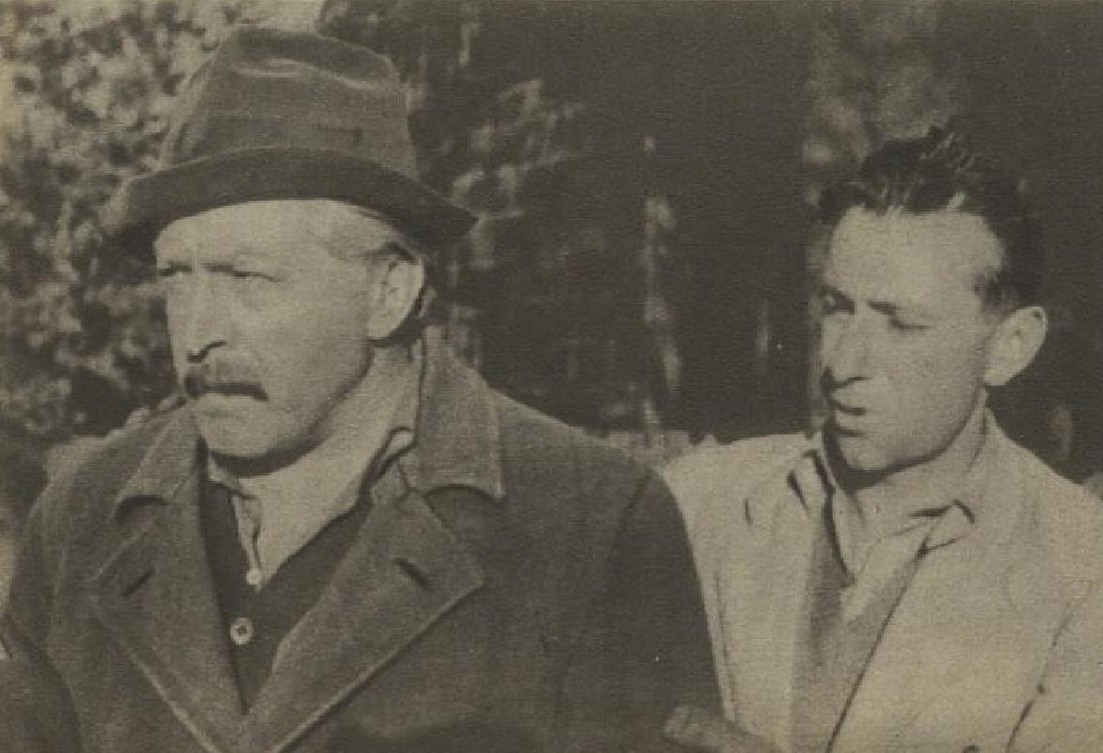
ییرژی وایش (سمت راست تصویر) - ۱۹۴۶

ییرژی وایش (چکی: Jiří Weiss؛ ۲۹ مارس ۱۹۱۳- ۹ آوریل ۲۰۰۴) کارگردان اهل جمهوری چک است. از فیلم‌های او می‌توان به رومئو، ژولیت و تاریکی اشاره کرد که برنده صدف زرین شده است.